# 세이빙 미스터 우
세이빙 미스터 우(解救吾先生, Saving Mr.Wu)는 중국에서 제작된 딩성 감독의 2015년 드라마, 액션 영화이다. 유덕화 등이 주연으로 출연하였다.

## 출연

### 주연
- 유덕화
- 유엽
- 왕첸웬
- 오약보

### 조연
- 조소예
- 임설
- 이몽
- 마사순